# Tullan
Tullan är en sjö i Salems kommun och Södertälje kommun i Södermanland som ingår i Norrströms huvudavrinningsområde. Sjön är 11 meter djup, har en yta på 0,685 kvadratkilometer och befinner sig 19,1 meter över havet. Tullan ingår i Bornsjöns naturreservat och Stockholm Vattens Bornsjöegendomarna.

## Allmänt
Söder om Tullan löper motorvägen E20 och norr om sjön sträcker sig den gamla Södertäljevägen (en gång Gamla Göta landsväg). Därom påminner en milstolpe med texten ”3 MIL IFRÅN STOCKHOLM” som finns i närheten av torpet Hagen, där en liten bit av den gamla landsvägen är bevarad. Milstolpen uppsattes på 1750-talet av landshövding Theodor Ankarcrona och renoverades år 2004 av Salems Hembygdförening.
En art av kransalg, sträfse, finns i Tullan, vilket tyder på hög vattenkvalitet. Avrinningen går till Bornsjön som är reservvattentäkt för Stockholm. Tullan ingår i Bornsjöns vattenskyddsområde.
Omgivningarna består av kuperad barrskog med inslag av hällmark och lite odlad mark. Kring utloppet finns partier med lövsumpskog. Mindre kärr förekommer i området, som vid Getasjön på södra sidan och vid Loringe i norr. På sluttningarna intill sjön finns stora bestånd av mycket gammal gran och tall. Vid Tullan häckar bl.a. de mindre vanliga fågelarterna fiskgjuse och storlom.

## Delavrinningsområde
Tullan ingår i delavrinningsområde (656951-160864) som SMHI kallar för Utloppet av Bornsjön. Medelhöjden är 32 meter över havet och ytan är 49,61 kvadratkilometer. Det finns inga avrinningsområden uppströms utan avrinningsområdet är högsta punkten. Vattendraget som avvattnar avrinningsområdet har biflödesordning 2, vilket innebär att vattnet flödar genom totalt två vattendrag innan det når havet efter 25 kilometer. Avrinningsområdet består mestadels av skog (50 procent), öppen mark (11 procent) och jordbruk (16 procent). Avrinningsområdet har 7,1 kvadratkilometer vattenytor vilket ger det en sjöprocent på 14,3 procent. Bebyggelsen i området täcker en yta av 0,92 kvadratkilometer eller 2 procent av avrinningsområdet.

## Bilder

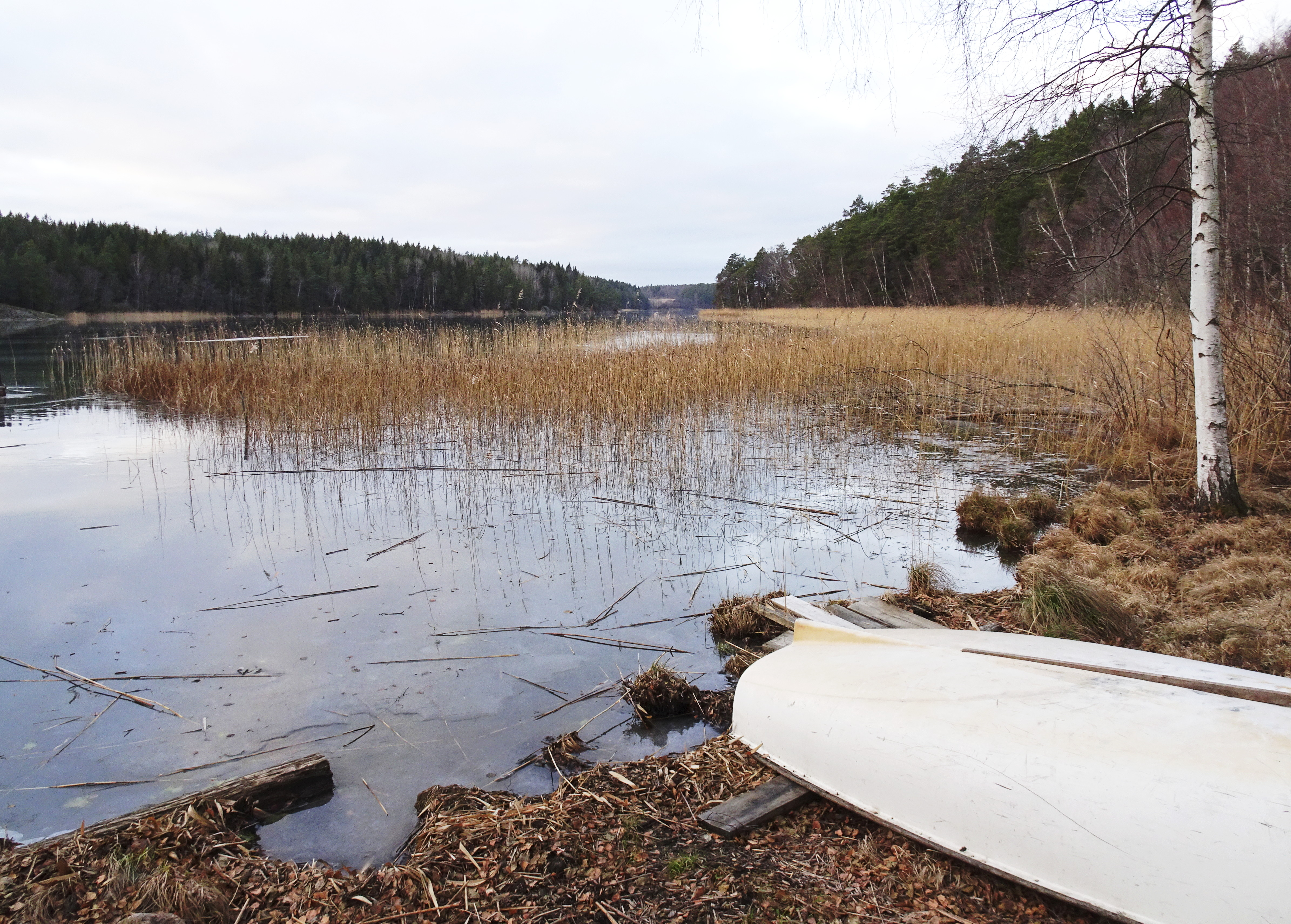
Tullan, vy mot norr från torpet Tullen
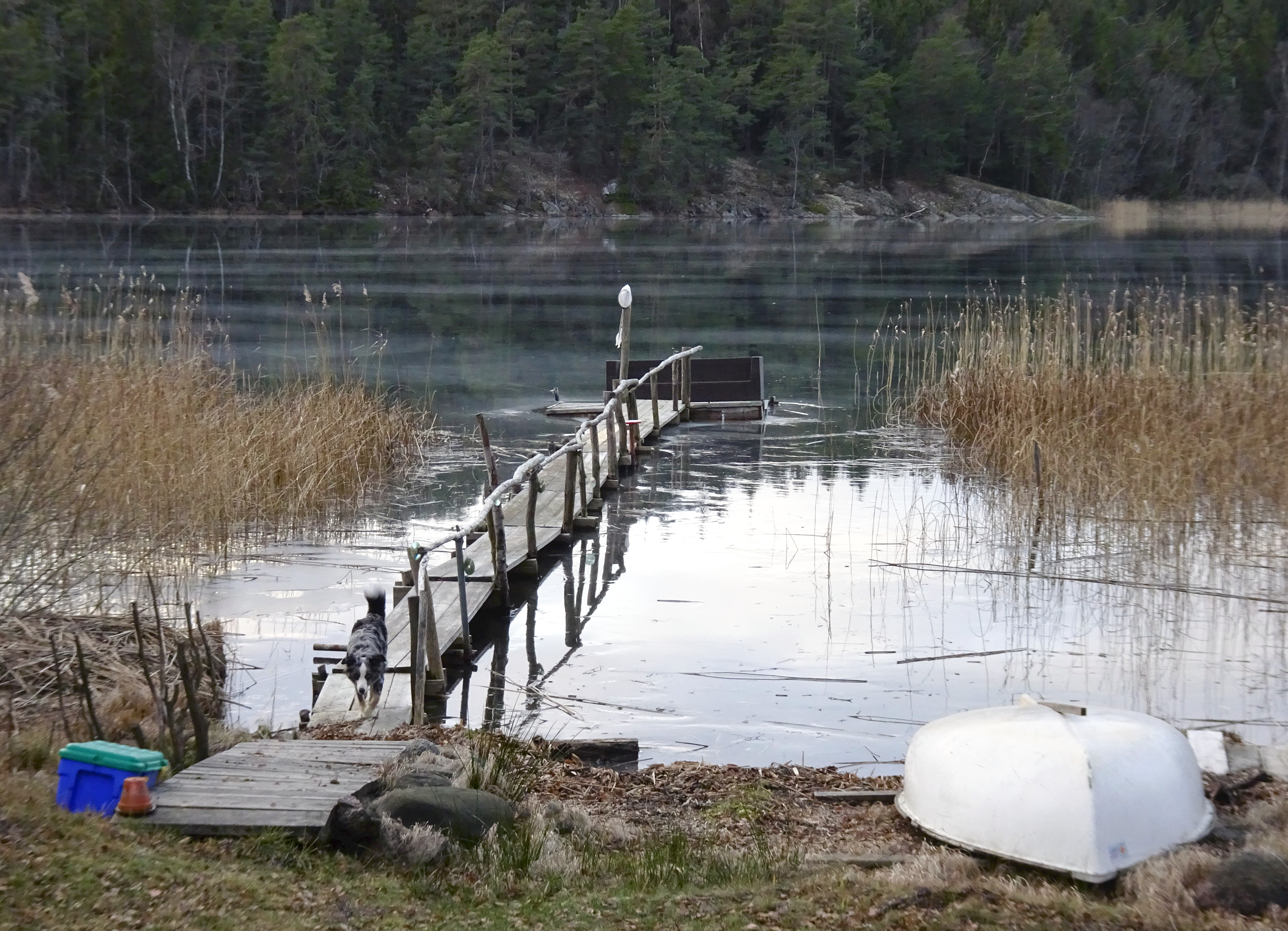
Torpet Tullens brygga i Tullan